# Kinh tế học thực nghiệm
Kinh tế học thực nghiệm (experimental economics) là việc áp dụng các phương pháp thực nghiệm để nghiên cứu các câu hỏi kinh tế. Dữ liệu thu thập được trong các thí nghiệm được sử dụng để ước tính quy mô ảnh hưởng, kiểm tra tính hợp lệ của các lý thuyết kinh tế và làm sáng tỏ các cơ chế thị trường. Các thí nghiệm kinh tế thường sử dụng tiền mặt để thúc đẩy các đối tượng, nhằm bắt chước các khuyến khích trong thế giới thực. Các thử nghiệm được sử dụng để giúp hiểu cách thức và lý do tại sao thị trường và các hệ thống trao đổi khác hoạt động như chúng. Kinh tế học thực nghiệm cũng đã mở rộng để hiểu các thể chế và quy luật (luật thực nghiệm và kinh tế học).
Một khía cạnh cơ bản của chủ đề này là thiết kế các thí nghiệm. Các thí nghiệm có thể được tiến hành tại hiện trường hoặc trong phòng thí nghiệm, cho dù là hành vi của cá nhân hay nhóm. Các biến thể của đối tượng nằm ngoài giới hạn chính thức như vậy bao gồm các thí nghiệm tự nhiên và gần như tự nhiên.

## Chủ đề thử nghiệm
Người ta có thể phân loại lỏng lẻo các thí nghiệm kinh tế bằng cách sử dụng các chủ đề sau:
- Thị trường
- Trò chơi
- Lý thuyết trò chơi tiến hóa
- Quyết định
- Mặc cả
- Hợp đồng
- Đấu giá
- Sự phối hợp
- Phúc lợi xã hội
- Nghiên cứu
- Phù hợp
- Thử nghiệm thực địa

Trong giáo dục kinh tế, một ứng dụng liên quan đến các thí nghiệm được sử dụng trong việc giảng dạy kinh tế học. Một cách tiếp cận thay thế với các thứ nguyên thử nghiệm là mô hình tính toán dựa trên tác nhân. Điều quan trọng là phải xem xét tiềm năng và những hạn chế của trò chơi để hiểu được hành vi hợp lý và giải quyết xung đột của con người.

### Trò chơi phối hợp
Trò chơi phối hợp là trò chơi với nhiều chiến lược thuần túy Nash cân bằng. Có hai bộ câu hỏi chung mà các nhà kinh tế thực nghiệm thường hỏi khi kiểm tra các trò chơi như vậy: (1) Các đối tượng trong phòng thí nghiệm có thể phối hợp, hoặc học cách phối hợp, trên một trong nhiều điểm cân bằng, và nếu có thì có các nguyên tắc chung có thể giúp dự đoán trạng thái cân bằng nào là có khả năng được chọn? (2) Các đối tượng trong phòng thí nghiệm có thể điều phối, hoặc học cách phối hợp trên trạng thái cân bằng tốt nhất Pareto không và nếu không, có những điều kiện hoặc cơ chế nào giúp các đối tượng phối hợp trên trạng thái cân bằng tốt nhất Pareto không? Các nguyên tắc lựa chọn suy diễn là những nguyên tắc cho phép dự đoán chỉ dựa trên các thuộc tính của trò chơi. Các nguyên tắc lựa chọn quy nạp là những nguyên tắc cho phép dự đoán dựa trên các đặc trưng của động lực học. Trong một số điều kiện, ít nhất các nhóm đối tượng thực nghiệm có thể phối hợp các điểm cân bằng Pareto-tốt nhất không đối xứng phức tạp, không rõ ràng. Điều này mặc dù tất cả các đối tượng quyết định đồng thời và độc lập mà không cần giao tiếp. Cách thức mà điều này xảy ra vẫn chưa được hiểu đầy đủ.

## Thí nghiệm học tập
Các lý thuyết kinh tế thường cho rằng các động lực kinh tế có thể hình thành hành vi ngay cả khi các tác nhân riêng lẻ có hiểu biết hạn chế về môi trường. Mối quan hệ giữa các khuyến khích kinh tế và kết quả có thể là gián tiếp: Các khuyến khích kinh tế xác định trải nghiệm của các tác nhân và những kinh nghiệm này sau đó có thể thúc đẩy các hành động trong tương lai.
Thử nghiệm học tập có thể được phân loại là các nhiệm vụ hoặc trò chơi lựa chọn cá nhân, trong đó trò chơi thường đề cập đến các tương tác chiến lược của hai hoặc nhiều người chơi. Thông thường, các mô hình chung của hành vi học tập có thể được minh họa tốt nhất bằng các nhiệm vụ lựa chọn cá nhân.
Trong trò chơi của hai người chơi trở lên, các đối tượng thường hình thành niềm tin về những hành động mà đối tượng khác đang thực hiện và những niềm tin này được cập nhật theo thời gian. Đây được gọi là niềm tin học tập. Các đối tượng cũng có xu hướng đưa ra những quyết định tương tự mà họ đã nhận được mức lương cao trong quá khứ. Đây được gọi là học tăng cường.
Cho đến những năm 1990, các mô hình thích ứng đơn giản, chẳng hạn như cạnh tranh Cournot hoặc chơi giả tưởng thường được sử dụng. Vào giữa những năm 1990, Alvin E. Roth và Ido Erev đã chứng minh rằng học tăng cường có thể đưa ra những dự đoán hữu ích trong các trò chơi thử nghiệm.Vào năm 1999, Colin Camerer và Teck-Hua Ho đã giới thiệu Experience Weighted Attraction (EWA), một mô hình tổng quát kết hợp củng cố và học hỏi niềm tin, và cho thấy rằng trò chơi hư cấu tương đương về mặt toán học với củng cố tổng quát, với điều kiện trọng số được đặt vào lịch sử quá khứ.
Những lời chỉ trích đối với EWA bao gồm trang bị quá nhiều do nhiều thông số, thiếu tính tổng quát trong các trò chơi và khả năng việc giải thích các thông số EWA có thể khó khăn. Việc trang bị quá mức được giải quyết bằng cách ước tính các thông số trên một số giai đoạn thử nghiệm hoặc đối tượng thử nghiệm và dự báo hành vi trong mẫu còn lại (nếu các mô hình được trang bị quá mức, các dự báo xác thực ngoài mẫu này sẽ kém chính xác hơn nhiều so với các lần phù hợp trong mẫu, mà chúng thường không). Tính chung trong trò chơi được giải quyết bằng cách thay thế các thông số cố định bằng các chức năng "tự điều chỉnh" của trải nghiệm, cho phép các thông số giả thay đổi trong quá trình trò chơi và cũng thay đổi có hệ thống giữa các trò chơi.
Các nhà kinh tế học thực nghiệm hiện đại đã thực hiện nhiều công việc đáng chú ý gần đây. Roberto Weber đã đưa ra các vấn đề học tập mà không có phản hồi. David Cooper và John Kagel đã nghiên cứu các loại hình học tập qua các chiến lược tương tự. Ido Erev và Greg Barron đã xem xét việc học trong các chiến lược nhận thức. Dale Stahl có đặc điểm là học qua các quy tắc ra quyết định. Charles A. Holt đã nghiên cứu cách học logit trong các loại trò chơi khác nhau, bao gồm các trò chơi có nhiều điểm cân bằng. Wilfred Amaldoss đã xem xét các ứng dụng thú vị của EWA trong tiếp thị. Amnon Rapoport, Jim Parco và Ryan Murphy đã nghiên cứu mô hình học tập thích ứng dựa trên sự củng cố trong một trong những nghịch lý nổi tiếng nhất trong lý thuyết trò chơi được gọi là trò chơi con rết.

### Trò chơi thị trường
Edward Chamberlin được cho là đã tiến hành "không chỉ thử nghiệm thị trường đầu tiên mà còn là thử nghiệm kinh tế đầu tiên dưới mọi hình thức." Vernon Smith, dựa trên công trình của Chamberlin, mà còn sửa đổi nó ở các khía cạnh chính, đã tiến hành các thử nghiệm kinh tế học tiên phong trên sự hội tụ của giá cả và số lượng tới các giá trị cân bằng cạnh tranh lý thuyết của chúng trên các thị trường thực nghiệm. Smith đã nghiên cứu hành vi của "người mua" và "người bán", những người được cho biết họ "định giá" bao nhiêu một hàng hóa hư cấu và sau đó được yêu cầu "đặt giá" hoặc "hỏi" những hàng hóa này một cách cạnh tranh theo các quy tắc của các tổ chức thị trường thế giới thực khác nhau. (ví dụ: đấu giá Đôi cũng như đấu giá bằng tiếng Anh và tiếng Hà Lan). Smith nhận thấy rằng trong một số hình thức giao dịch tập trung, giá cả và số lượng giao dịch trên các thị trường như vậy hội tụ các giá trị mà lý thuyết kinh tế về cạnh tranh hoàn hảo dự đoán, mặc dù các điều kiện không đáp ứng nhiều giả định về cạnh tranh hoàn hảo (số lượng lớn, hoàn hảo thông tin).
Trong nhiều năm, Smith đã đi tiên phong - cùng với các cộng tác viên khác - sử dụng các thí nghiệm trong phòng thí nghiệm có kiểm soát trong kinh tế học và thiết lập nó như một công cụ hợp pháp trong kinh tế học và các lĩnh vực liên quan khác. Charles Plott của Viện Công nghệ California đã hợp tác với Smith trong những năm 1970 và đi tiên phong trong các thí nghiệm trong khoa học chính trị, cũng như sử dụng các thí nghiệm để cung cấp thông tin về thiết kế kinh tế hoặc kỹ thuật để thông báo các chính sách. Năm 2002, Smith được trao (cùng với Daniel Kahneman) Giải thưởng Khoa học Kinh tế của Ngân hàng Thụy Điển "vì đã thiết lập các thí nghiệm trong phòng thí nghiệm như một công cụ trong phân tích kinh tế thực nghiệm, đặc biệt là trong việc nghiên cứu các cơ chế thị trường thay thế".

## Tài chính
Tài chính thực nghiệm nghiên cứu thị trường tài chính với mục tiêu thiết lập các môi trường và bối cảnh thị trường khác nhau để quan sát thực nghiệm và phân tích hành vi của các tác nhân cũng như các đặc điểm kết quả của các luồng giao dịch, sự truyền bá và tổng hợp thông tin, cơ chế thiết lập giá cả và các quy trình hoàn trả. Hiện tại, các nhà nghiên cứu sử dụng phần mềm mô phỏng để thực hiện nghiên cứu của họ.
Ví dụ, các thí nghiệm đã thao túng sự bất cân xứng thông tin về giá trị nắm giữ của trái phiếu hoặc cổ phiếu để định giá cho những người không có đủ thông tin, để nghiên cứu bong bóng thị trường chứng khoán.

### Sở thích xã hội
Thuật ngữ "sở thích xã hội" đề cập đến sự quan tâm (hoặc thiếu) mà mọi người dành cho hạnh phúc của nhau, và nó bao hàm lòng vị tha, sự bất chấp, hiếu bình đẳng và hiếu có đi có lại. Các thử nghiệm về sở thích xã hội thường nghiên cứu các trò chơi kinh tế bao gồm trò chơi độc tài, trò chơi tối hậu thư, trò chơi ủy thác, trò chơi đổi quà, trò chơi hàng hóa công cộng và các sửa đổi đối với các cài đặt chuẩn này. Như một ví dụ về kết quả, các thử nghiệm trò chơi tối hậu thư đã chỉ ra rằng mọi người nói chung sẵn sàng hy sinh phần thưởng bằng tiền khi được phân bổ thấp, do đó hành xử không phù hợp với các mô hình tư lợi đơn giản. Các thí nghiệm kinh tế đã đo lường độ lệch này thay đổi như thế nào giữa các nền văn hóa.

## Hợp đồng
Lý thuyết hợp đồng liên quan đến việc cung cấp các ưu đãi trong các tình huống mà một số biến số không thể được quan sát bởi tất cả các bên. Do đó, lý thuyết hợp đồng rất khó kiểm tra tại hiện trường: Nếu nhà nghiên cứu có thể xác minh các biến có liên quan, thì các bên trong hợp đồng có thể ký hợp đồng trên các biến này, do đó mọi vấn đề lý thuyết hợp đồng thú vị sẽ biến mất. Tuy nhiên, trong các thí nghiệm trong phòng thí nghiệm, có thể kiểm tra trực tiếp các mô hình lý thuyết hợp đồng. Ví dụ, các nhà nghiên cứu đã thực nghiệm nghiên cứu lý thuyết rủi ro đạo đức, lý thuyết lựa chọn bất lợi, hợp đồng độc quyền, bồi thường hoãn lại, vấn đề giữ chân, hợp đồng linh hoạt so với cứng nhắc, và các mô hình có cấu trúc thông tin nội sinh. 

### Mô hình tính toán dựa trên tác nhân
Mô hình tính toán dựa trên tác nhân là một phương pháp tương đối gần đây trong kinh tế học với các chiều thực nghiệm. Ở đây, trọng tâm là các quá trình kinh tế, bao gồm toàn bộ nền kinh tế, như các hệ thống động của các tác nhân tương tác, một ứng dụng của mô hình hệ thống thích ứng phức tạp. "Tác nhân" đề cập đến "các đối tượng tính toán được mô hình hóa như tương tác theo các quy tắc," không phải người thật. Đại lý có thể đại diện cho các thực thể xã hội và / hoặc thực thể. Bắt đầu từ các điều kiện ban đầu được xác định bởi người lập mô hình, một mô hình ACE phát triển về phía trước theo thời gian chỉ dựa trên các tương tác của tác nhân. Các vấn đề bao gồm những vấn đề chung đối với kinh tế học thực nghiệm nói chung và so sánh cũng như việc phát triển một khuôn khổ chung để xác nhận thực nghiệm và giải quyết các câu hỏi mở trong mô hình dựa trên tác nhân.

## Phương pháp luận

### Nguyên tắc
Các nhà kinh tế thực nghiệm thường tuân thủ các nguyên tắc phương pháp luận sau:
- Khuyến khích các đối tượng có hoàn trả thực tế bằng tiền.
- Xuất bản hướng dẫn thử nghiệm đầy đủ.
- Không sử dụng sự lừa dối.
- Tránh giới thiệu bối cảnh cụ thể, cụ thể.

### Phê bình
Các hướng dẫn trên phần lớn đã phát triển để giải quyết hai phê bình trọng tâm. Cụ thể, các thí nghiệm kinh tế học thường bị thách thức vì lo ngại về "giá trị bên trong" và "giá trị bên ngoài" của chúng, chẳng hạn, chúng không phải là mô hình áp dụng cho nhiều loại hành vi kinh tế, vì vậy các thí nghiệm chỉ đơn giản là không đủ tốt để tạo ra các câu trả lời. Tuy nhiên, không có phê bình nào đối với phương pháp luận này là cụ thể cho nó, vì chúng có thể áp dụng ngay cho các cách tiếp cận lý thuyết hoặc thực nghiệm hoặc cả hai.

## Công cụ phần mềm
Phần mềm nổi tiếng nhất để thực hiện nghiên cứu kinh tế học thực nghiệm là z-Tree, được phát triển bởi Urs Fischbacher từ năm 1998 trở đi. Nó có khoảng 9460 kết quả trích dẫn được tính trên Google Scholar vào tháng 2 năm 2020. Nó phiên âm là Hộp công cụ Zurich cho Thử nghiệm kinh tế Readymade và là một trong những lý do giải thưởng Nghiên cứu Joachim Herz cho "Công trình nghiên cứu xuất sắc nhất" được trao cho Fischbacher ở Dezember năm 2016. z-Tree là một phần mềm chạy trên một mạng máy tính trong phòng nghiên cứu. Một trong những máy tính được sử dụng bởi những người làm thí nghiệm và những chiếc máy tính còn lại được sử dụng bởi các đối tượng thí nghiệm. Việc thiết lập thử nghiệm có thể thay đổi và có thể được định nghĩa bằng ngôn ngữ lập trình z-Tree ngôn ngữ mệnh lệnh. Ngôn ngữ này cho phép người thử nghiệm thiết lập nhiều thử nghiệm và khảo sát bổ sung. Ngoài ra, có một số lượng lớn các phần mềm thay thế cạnh tranh.